# Neva
Neva — компьютерная игра в жанре экшен-платформера, разработанная независимой испанской студией Nomada Studio. Выпуск состоялся 15 октября 2024 года для платформ PlayStation 5, Xbox Series X/S, Nintendo Switch и Windows.
В ней игрок управляет воительницей, которая должна защитить землю от орды демонов. В первой схватке она теряет свою спутницу-волчицу и теперь должна позаботиться о её щенке.

## Игровой процесс
Neva представляет собой action-adventure с элементами платформера и с головоломками.
Игрок, управляя Альбой, воительницей, путешествует вместе с волчонком по кличке Нева по умирающему миру. Герои должны спасти землю от уничтожающей её скверны — таинственных тёмных сил, убивающих всё живое на своём пути. Волчонок будет постепенно расти и помогать в прохождении. Альбе и Неве предстоит научиться работать вместе. В игре встречаются головоломки, герои также будут вступать в сражения. В игре представлен минималистичный пользовательский интерфейс.

## Разработка
Разработка игры ведётся независимой студией Nomada Studios; известной за выпуск игры Gris. После выхода Gris команда разработчиков пребывала в состоянии выгорания и решила взять долгий перерыв, только после которого начались разговоры о будущей игре. Роджер Мендоса, руководящий разработкой, признался, что его команде страшно, что их новый проект не оправдает ожидания фанатов Gris.

### Дизайн уровней
При разработке уровней команда опиралась на опыт разработки Gris, но на этот раз хотела ввести элементы боя, вражеских персонажей и компаньона. Разработчики рассматривают Neva как следующий этап своего развития, она вбирает лучшие черты Gris, но с боевой системой. Если Gris находит баланс между бессловесным эмоциональным повествованием и платформером, то в Neva к этому добавляются сражения. Найти баланс между тремя элементами было особенно сложно для команды. Прохождение игры должно сменяться боями, головоломками и созерцательными сценами.
Работа над боевой системой стало вызовом для разработчиков, так как до этого у них не было опыты с работой над балансом сложности и искусственным интеллектом неигровых персонажей. Боевая система должна была быть не слишком поверхностной, но и не сложной, чтобы не отпугнуть большею часть фанатов Gris, многие из которых являются казуальными игроками. Специально для таких игроков был добавлен режим лёгких сражений без угрозы смерти. В Neva представлены более сложные уровни, чем в Gris.
Создание персонажа-компаньона было трудной задачей, так как героиня Нева развивается и компаньон должен оставаться полезным на протяжении всего прохождения.

### История
В визуальном плане Neva наследует стиль игры Gris, хотя сюжет и его героиня вдохновлялись мультфильмом от Ghibli — «Принцесса Мононоке». Среди других источников для вдохновения — мультфильмы от Disney и Pixar. Как и в Gris, в Neva нет диалогов и история развивается через сцены и оставляет почву для различных интерпретаций.
На создание сюжета повлиял опыт родительства Конрада Розета, одного из ключевых разработчиков после выпуска Gris, который занялся воспитанием новорожденного сына. Это время совпало с пандемией COVID-19, спорами об изменении климата и массовыми общественными волнениями. Эти события вдохновили сюжетную основу Neva. Если Gris завязана на переваривании эмоциональной травмы, то Neva завязана вокруг отношений детей и их родителей и то, как эти отношения меняются со временем, в частности как дети в раннем возрасте нуждаются в защите и наставлении, но когда подрастают — бросают вызов авторитету родителей, становятся бунтарями, но тем не менее становятся и более ответственными, задумываются о собственной жизни и родителям рано или поздно это стоит это принять. В ранней итерации истории предлагалось задействовать два героя — родителя и ребёнка, затем было предложено заменить фигуру родителя животным-компаньоном.
Если в Gris игровые уровни связаны с пятью стадиями принятия горя, то в Neva это четыре уровня, связанные с четырьмя временами года и стадиями личностного роста. Лето связано с беззаботным детством, осень — с подростковым бунтарством, зима — с эмоциональным созреванием. Работая над окружающим миром, разработчики вдохновлялись реальными экологическими проблемами, с которыми Земля сталкивается из-за человеческого вмешательства. Через игру разработчики попытались изобразить разрушение человеком природных экосистем, из-за чего не только животные, но и сами люди пострадают. Разработчики выразили надежду, что Neva понравился многим игрокам по тем же причинам, что и им когда-то понравилась Gris.

## Анонс и выход
Трейлер игры впервые демонстрировался 24 мая на выставке PlayStation Showcase, тогда же был опубликован трейлер игры. Демоверсия игры демонстрировалась в июне 2024 года на инди-выставке Tribeca Festival, также игра обсуждалась на презентации Devolver Digital.Выход Neva запланирован на 15 октября 2024 года на PC, Nintendo Switch, PS5 и Xbox Series X/S.

## Реакция до выхода
Журналист The Gamer признался, что был впечатлён увиденным трейлером игры и Neva заинтриговала его больше всех среди остальных анонсов на PlayStation Showcase. Представитель GamesRadar заметил, что только после увиденного трейлера он предвкушает эстетически великолепную игру с сердечной и пробивающей на слёзы историей. Представитель Pocket Tactics заметил, что показанный трейлер с точки зрения эстетики напомнил ему Spiritfarer и «Принцессу Мононоке».

## Отзывы и критика
| Сводный рейтинг       | Сводный рейтинг |
| Агрегатор             | Оценка          |
| --------------------- | --------------- |
| Metacritic            | 86/100          |
| OpenCritic            | 94 %            |
| Иноязычные издания    |                 |
| Издание               | Оценка          |
| Edge                  | 7/10            |
| Русскоязычные издания |                 |
| Издание               | Оценка          |
| StopGame.ru           | Изумительно     |

Neva получила в основном положительные отзывы, согласно агрегатору рецензий Metacritic. По данным OpenCritic, 94% критиков рекомендуют игру.
Кеза Макдональд из The Guardian отметила её «необыкновенную визуальную составляющую и изящную анимацию», а также «пронизывающую до глубины души музыку». Она также подчеркнула, что смена сезонов в игре влияет на тон повествования и игровой процесс, делая их уникальными. По её мнению, Neva вызывает сильные эмоции за короткое время прохождения, что делает её сравнимой с Journey. Николь Карпентер из Polygon отметила, что боевая система в игре служит не только испытанием, но и способом демонстрации «развития отношений Альбы и Невы». Она также отметила, что продолжительность игры соответствует её атмосферному и художественному стилю, описав её как «эфемерную» и «ошеломляюще красивую». Кристофер Круз из Rolling Stone назвал Neva «самой душераздирающей игрой 2024 года». Он сравнил её с фильмами студии Ghibli, высоко оценив художественное оформление и способность рассказывать историю, которая «одновременно доступна и глубоко трогательна». Финальный сегмент игры, действие которого происходит зимой, получил особое признание критиков.